# Copernicia
Copernicia é um género botânico pertencente à família Arecaceae.

## Espécies
O genero compreende 21 Espécies:
| - Copernicia alba - Copernicia australis - Copernicia baileyana - Copernicia berteroana - Copernicia brittonorum - Copernicia cowellii - Copernicia curbeloi - Copernicia curtissii - Copernicia ekmanii - Copernicia fallaensis - Copernicia gigas - Copernicia glabrescens | - Copernicia hospita - Copernicia humicola - Copernicia longiglossa - Copernicia macroglossa - Copernicia molineti - Copernicia prunifera - Copernicia rigida - Copernicia roigii - Copernicia tectorum - Copernicia yarey |